# Teodoro Sobral
Teodoro Ferreira Sobral (Amarante, 7 de janeiro de 1891 – Teresina, 30 de junho de 1972) foi um farmacêutico e político brasileiro que foi governador do Piauí.

## Dados biográficos
Filho de Manuel Ferreira da Silva Sobral e Hermínia Paiva Sobral. Farmacêutico graduado pela Universidade Federal da Bahia em 1910, voltou à sua cidade natal no ano seguinte e teve uma breve estadia em Caxias antes de fixar residência em Floriano. Professor de francês e político, foi prefeito de Floriano (1931-1935) no governo Landri Sales e deputado estadual até ter o mandato extinto pelo Estado Novo. Deposto Getúlio Vargas, foi eleito suplente de deputado federal via PSD em 1945. Nomeado interventor federal no Piauí em 1946 pelo presidente Eurico Gaspar Dutra, exerceu o mandato de deputado federal sob convocação. Nomeado conselheiro do Tribunal de Contas do Piauí pelo governador Gaioso e Almendra em 1957, permaneceu na corte até 1961.
Como farmacêutico, criou o Laboratório Sobral em Amarante, transferindo-o posteriormente para Floriano.